# Facultatea de Electronică și Telecomunicații a Universității Politehnica Timișoara
Facultatea de Electronică și Telecomunicații din Timișoara este una dintre cele mai noi facultăți ale Universității Politehnica Timișoara. Ea oferă studenților formarea ca inginer specialist în electronică și telecomunicații, cu diverse specializări. Deși facultatea s-a desprins din cea de Electrotehnică abia în anul 1990, specialitatea de electronică și telecomunicații a început să fie predată încă din anul 1970.
Actualmente oferă ciclurile de licență, masterat și doctorat.

## Istoric
Înființarea Școlii Politehnica Timișoara în anul 1920, a fost perioada de început al învățământului superior ingineresc în domeniul electrotehnic. Primele două secții de activitate pentru pregătirea inginerilor au fost Electromecanică și Mine și Metalurgie. În anul 1928, profesorul Plauțius Andronescu înființează Catedra de Electricitate, iar în anul 1933 a fost înființată Facultatea de Mecanică și Electricitate (Electromecanică).
Odată cu reforma învățământului, în anul 1948,  Școala Politehnică din Timișoara face un salt în dezvoltare și devine Institutul Politehnic Timișoara. Tot în aceeași perioadă, din cauza numărului mare de studenți, Facultatea de Electromecanică devine Facultatea de Electrotehnică alături de care apare Facultățile de Mecanică, de Construcții și de Chimie Industrială. În cadrul acestora erau 12 specializări,  toate având cursuri de zi cu durata, inițial de patru ani și ulterior de cinci ani. 
Specializarea de Electronică și Telecomunicații apare pentru prima dată în cadrul Facultății de Electrotehnică, iar la scurt timp a fost fondat și departamentul de „Electronică, Automatică și Măsuri”. Abia în 1990, când Facultatea de Electrotehnică s-a despărțit în trei facultăți apare propriu-zisa Facultate de Electronică și Telecomunicații pe lângă celelalte două: de Electrotehnică și Automatică și Calculatoare.
La momentul înființării facultatea cuprindea două specializări: Electronică Aplicată și Comunicații. În 1994 a fost introdus primul program de învățământ postuniversitar (master), iar 6 ani mai târziu ia ființă programul de master ”Tehnici avansate de proiectare și testare în electronică”.
În prezent Facultatea de Electronică și Telecomunicații din Timișoara are 3 departamente: Electronica Aplicată, Comunicatii și Măsurări și Electronică Optică.

## Imagini

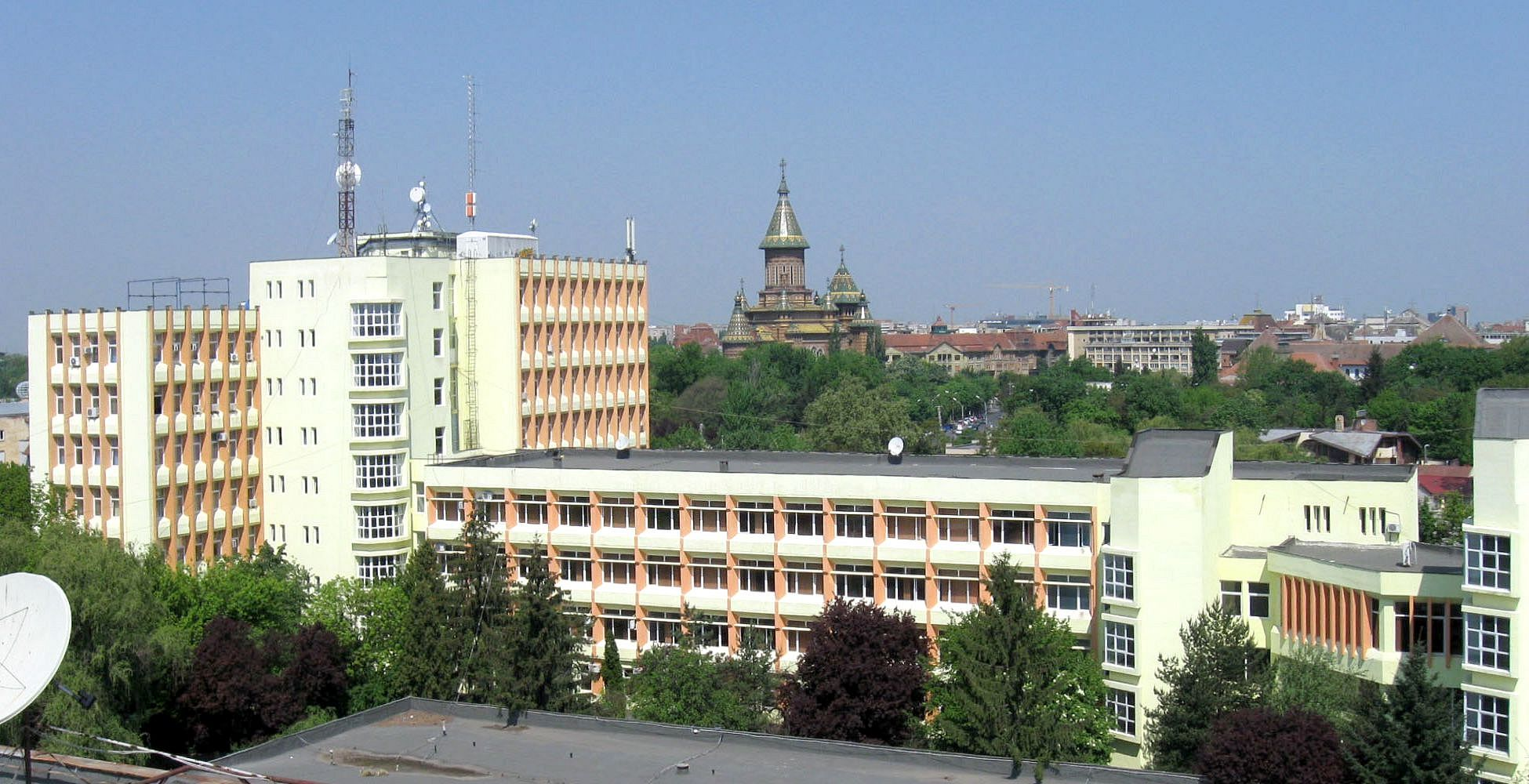